# Palestinian Broadcasting Corporation
Palestinian Broadcasting Corporation (PBC; arab. ‏هيئة الإذاعة والتلفزيون الفلسطينية‎), znany także jako Palestine TV – palestyński nadawca publiczny z siedzibą w Ramallah, założony w 1994 roku. 

## Historia
Pierwszym szefem PBC został aktywista organizacji Al-Fatah Radwan Abu Ajjasz. Do 1998 nadawca był częściowo finansowany przez rząd Stanów Zjednoczonych.
19 stycznia 2002 Siły Obronne Izraela zbombardowały pięciopiętrowy budynek w Ramallah który posiadał wieże telewizyjną.
W latach 2002–2014 stacja była członkiem stowarzyszonym Europejskiej Unii Nadawców. W 2007 złożyli wniosek o uzyskanie pełnego członkostwa, jednak nie zostało ono przyznane ze względu na niespełnianie kryteriów.
W 2010 prezydent Palestyny Mahmud Abbas wydał rozporządzenie przekształcające PBC w instytucję publiczną.